# Doryopteris scalaris
Doryopteris scalaris är en kantbräkenväxtart som beskrevs av Sehnem. Doryopteris scalaris ingår i släktet Doryopteris och familjen Pteridaceae. Inga underarter finns listade.